# 섬잣나무
섬잣나무(학명: Pinus parviflora 피누스 파르비플로라[*])는 일본과 대한민국(울릉도)에 서식하는 소나무속 잣나무아속의 늘푸른바늘잎나무이다.

## 어원
라틴어 종소명인 파르비플로라(parviflora)는 '작은 꽃들로'를 의미한다. 한국명인 '섬잣나무'는 '섬에 자생하는 잣나무'라는 뜻인데, 여기에서 '섬'은 울릉도를 뜻한다.

## 생김새 및 생태
키 6~15m, 흉고직경 7.6~12m에 이르며 수관은 원추형이다.
잣나무에 비해 잎이 짧고 딱딱하다. 잎의 길이는 3.5~6cm이며, 잎 뒷면에 4~5줄의 백색기공조선이 있다.
알칼리성 토양·제설제·식토에 내성이 있으며, 건조한 토양도 충분히 견뎌내고 햇빛에 오래 노출되는 것을 선호하는 양수이다.

## 쓰임새 및 품종
정원이나 공원에 조경수로 많이 심는다. 또한 분재로도 키워진다. 품종으로 수형이 넓게 퍼지는 Pinus parviflora 'Glauca'와 잎에 노랑 무늬가 있는 Pinus parviflora 'Fukai'가 있다. 이외에도 'Adcock's Dwarf'와 'Bonnie Bergman'이 있는데, 이 두 품종은 왕립원예협회에서 주관하는 가든메리트상을 받았다.

## 사진

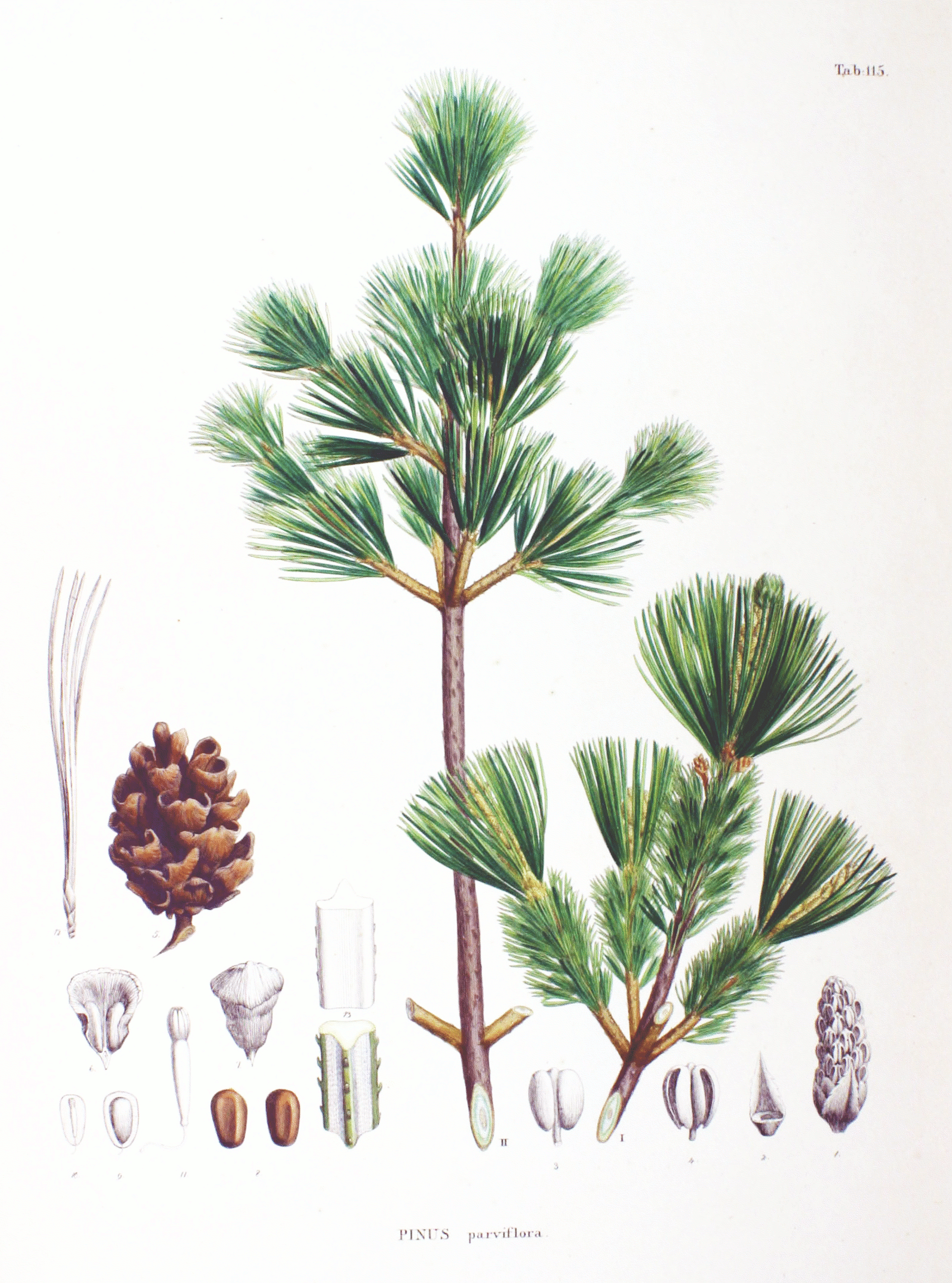
섬잣나무의 잎가지와 구과
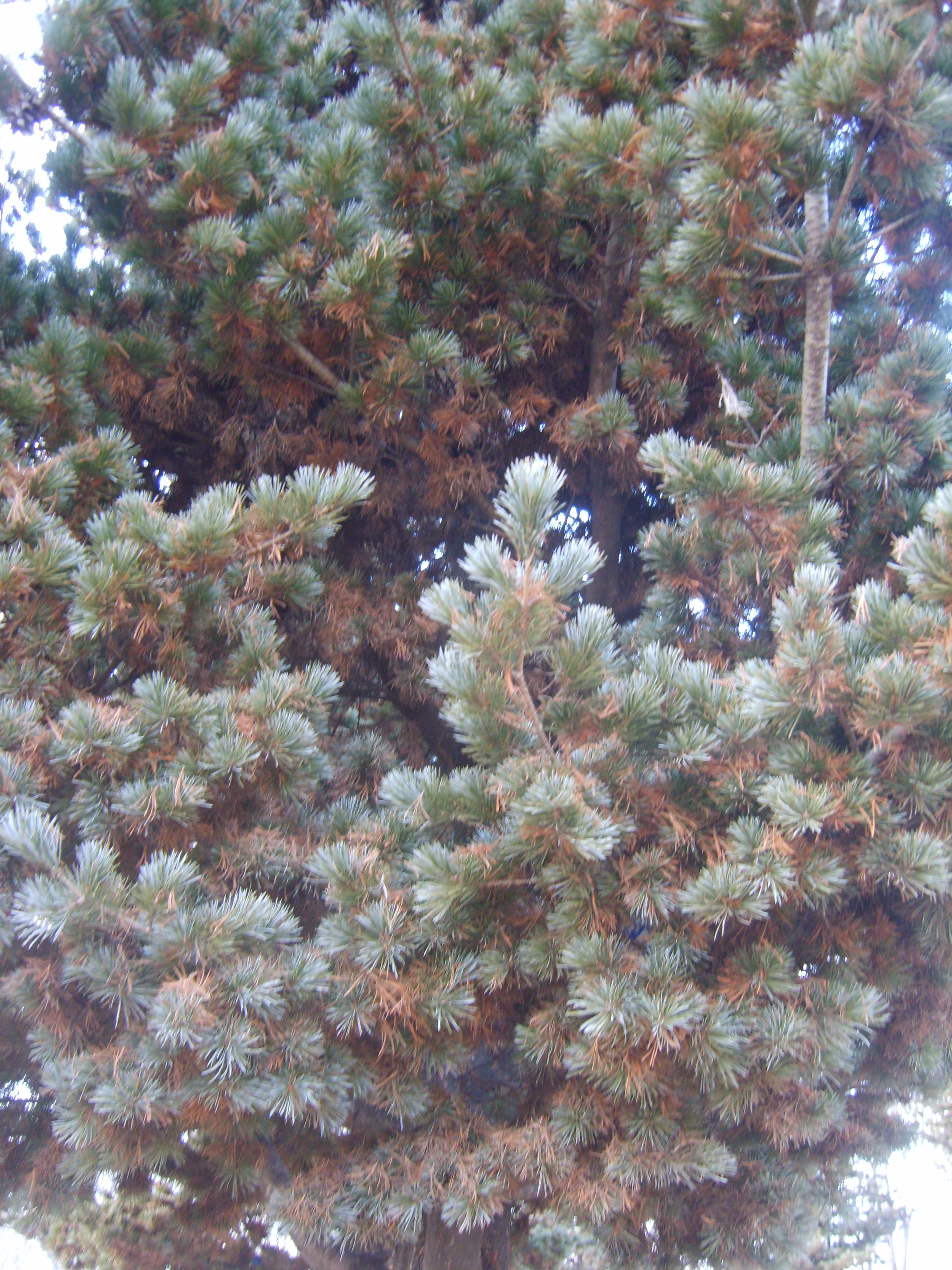
잎. 짧고 딱딱하다.
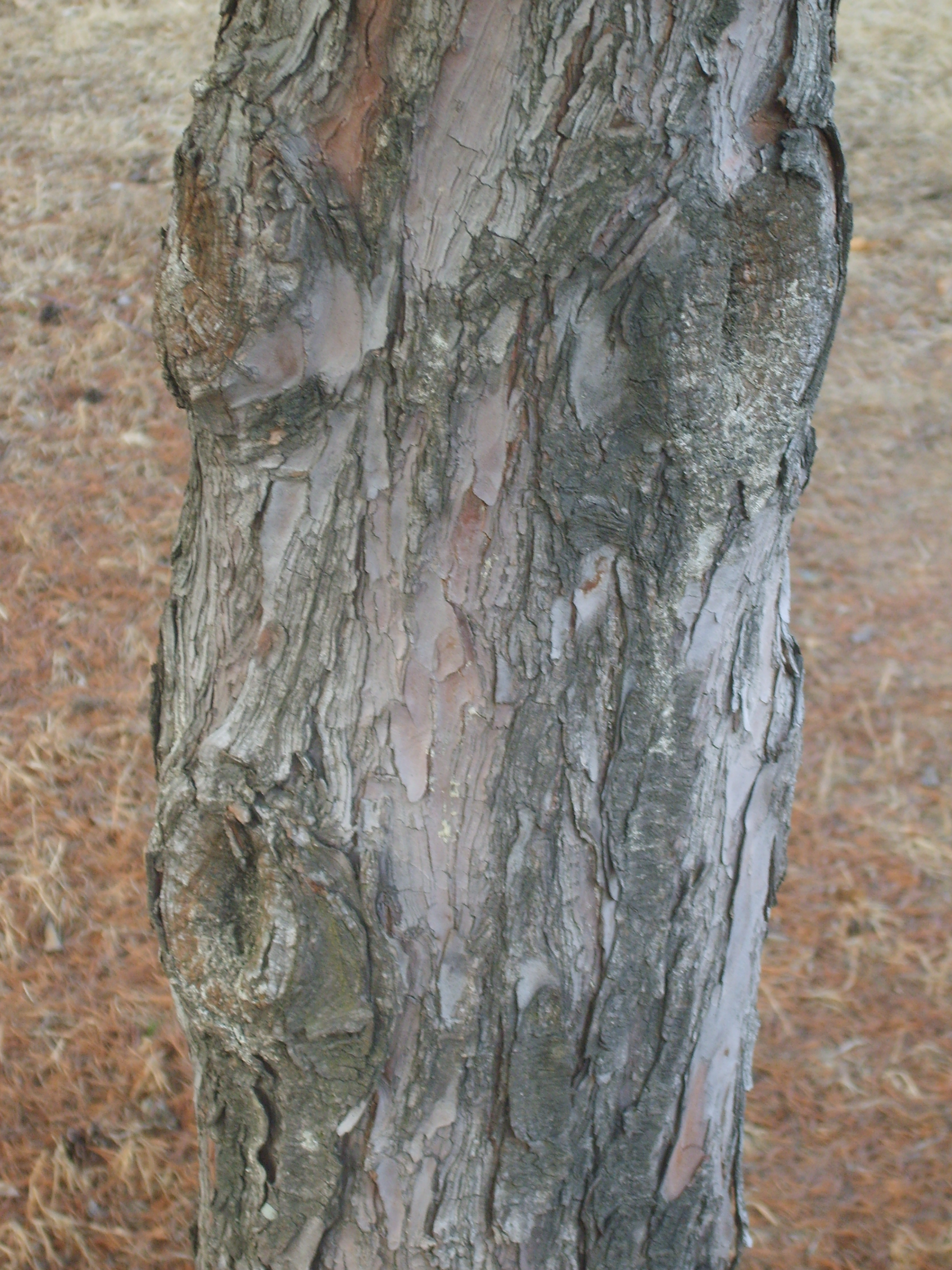
줄기
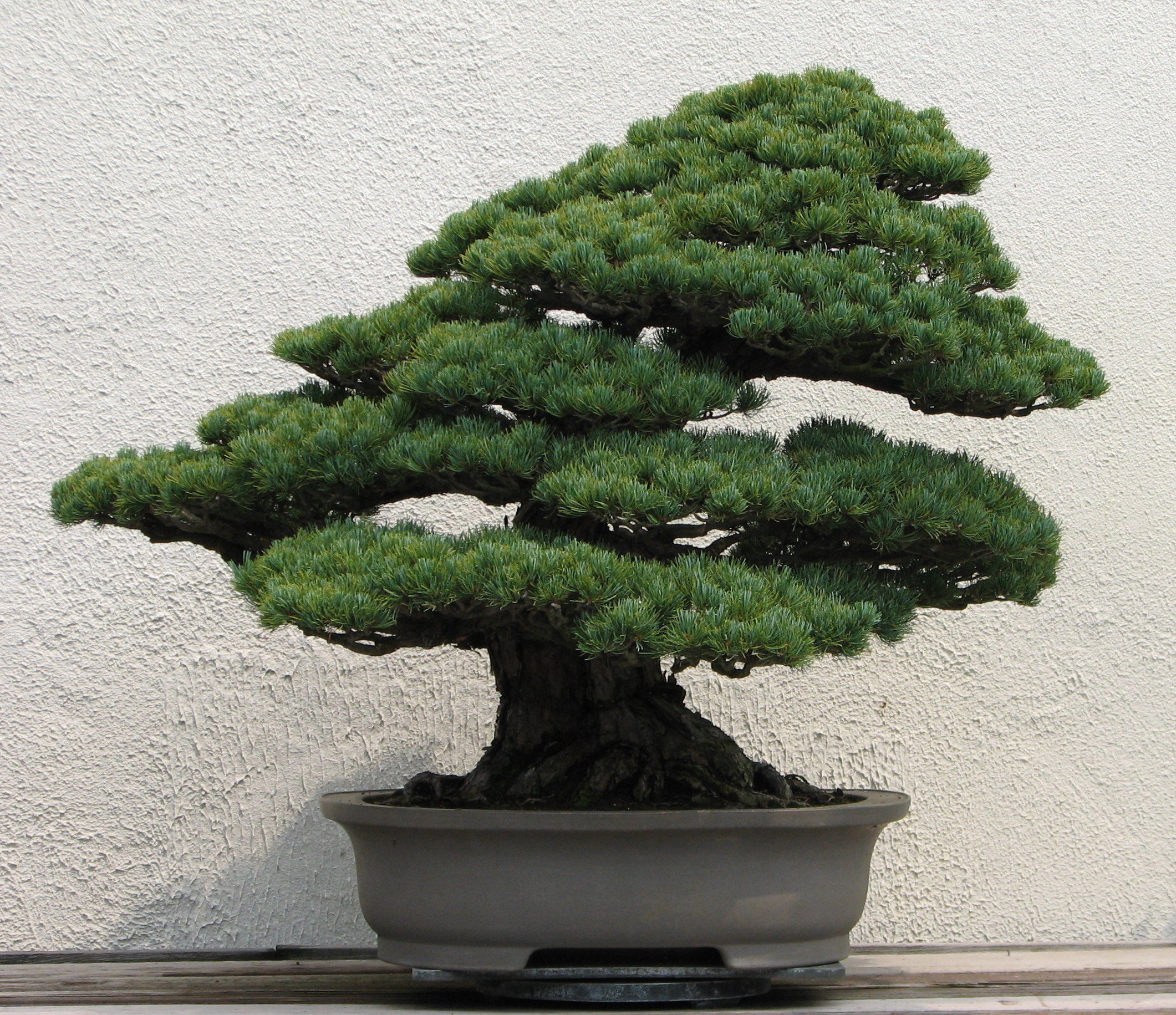
분재

## 같이 보기
- 태하동의 솔송나무, 섬잣나무, 너도밤나무 군락